# Kenai River
Kenai River eller Kenaifloden kaldet Kahtnu på Dena'ina-sproget, er den længste flod på Kenai-halvøen i det sydlige centrale Alaska. Den går 132 km mod vest fra Kenai-søen i Kenaibjergene, gennem Kenai National Wildlife Refuge og Skilaksøen til dens udløb i havbugten Cook Inlet i Stillehavet nær Kenai og Soldotna.
Kenai-floden [Kee-nye] er en smeltevandsflod, der dræner den centrale del af Kenaihalvøen. Dens udspring er Kenaisøen. I nærheden af Cooper Landing snævrer søen ind for at danne floden. Cirka 19 km fra søen passerer floden gennem ca. 3,2 km lange
Kenai Canyon med stærkt strømmende vand. Russian River munder ud i Kenai et stykke vest for Cooper Landing. 27,8 km fra Kenaisøen løber floden ind i Skilaksøen. Afsnittet fra Kenai Lake til Skilak omtales almindeligvis som "Upper River". Den 31,4 km lange del fra Skilak Lake nedstrøms til Sterling Highway-broen nær Soldotna er kendt som "Middle River". De sidste 34 km fra broen til mundingen ved Cook Inlet er kendt som "Lower River", hvor strømmen er mere rolig. De sidste 19 km er stærkt påvirket af skiftende tidevand.

## Fisk
Kenai-floden er den mest populære destination for lystfiskeri i Alaska, især for kongelaks (Oncorhynchus tshawytscha). Hvert år er der vandringer af kongelaks, coho laks (Oncorhynchus kisutch), sockeye laks (Oncorhynchus nerka), plus en med pukkellaks hvert andet år (Se også Stillehavslaks). Verdens største fangst af kongelaks, der vejede omkring 44 kg, blev fanget i Kenai-floden i 1985. Kenai er også hjemsted for regnbueørreder i trofæstørrelse og Dolly Varden (Salvelinus malma).
Coholaksens vandring finder sted i begyndelsen af august og begyndelsen af oktober. Septembervandringen er favoriseret af lokale lystfiskere på grund af sølvlaksene er større.
Sockeye vandringerne er i slutningen af juni og begyndelsen af august.  Sockeyes betragtes som den førende laks til spisning, konservering og rygning.
Pukkellaksens vandring forekommer kun i lige årstal. Disse fisk betragtes som skadedyr af mange lystfiskere, fordi de forstyrrer fangsten af andre arter, og fordi deres kød, når de når ferskvandsvandet, kan være blødt og fedtet sammenlignet med andre arter.

## Andet dyreliv
Sammen med Kenais fisk er Kenai River-området hjemsted for andet dyreliv, herunder elge, bjørne og flere fuglearter.
Over 169 km af floden og søerne forvaltes af Alaska Department of Natural Resources som Kenai River Special Management Area, fra 6, 4 km inde i landet fra flodmundingen ved Cook Inlet, til 132 km opstrøms. I tilknytning til forvaltningsdistriktet ligger femten forskellige naturparker.